# Jean-François de la Rocque de Roberval
Jean-François de La Rocque de Roberval, también conocido con el nombre de «sieur de Roberval» (Carcasona, Francia, 1500-París, Francia, 1560), fue un noble francés, hombre de guerra y aventurero que gracias a su amistad con el rey Francisco I de Francia se convirtió en el primer teniente general de la Nueva Francia. Como corsario atacó ciudades y convoyes en todo el continente español, de Cuba a Colombia. Murió en París como uno de los primeros mártires hugonotes.

## Carrera militar
Jean-François de La Rocque nació cerca de Carcasona, robervallois por parte de madre, Isabel de Poitiers (tía de la hermosa Diana de Poitiers) y languedociano por su padre, Bernard, condestable de Carcasona. Atraído muy pronto por los asuntos de armas, siendo aún un joven noble La Rocque se unió al ejército francés en las campañas de Italia. Rápidamente entabló una duradera amistad con el futuro rey francés Francisco I, guerreando juntos. Acabada la guerra, cazaron ciervos en los dominios de Roberval (la Cavée du Roi deriva de ello su nombre). Del castillo de Roberval, que les sirvió entonces como refugio de caza, aún se conserva un magnífico palomar. A la muerte de sus padres, La Rocque llegó a ser señor de varios dominios: Roberval, Noël-Saint-Martin, Moru, Bacouël, y de numerosas villas en la región de las Ardenas y en el Languedoc. También fue nombrado caballero y portaenseña de 100 hombres de armas del Rey. Llevó una vida de cortesano muy costosa y se endeudó fuertemente sus tierras. Esa deuda le animaría en su aventurerismo a lo largo de toda su vida.

## Aventura canadiense
Pero lo que hizo famoso a La Rocque fue su empresa de colonización del Canadá (a la que llamaban la Nueva Francia, Nouvelle-France), la primera en América del Norte, incluso antes que las inglesas.
En 1534, el rey francés había encomendado a Jacques Cartier, un navegante de Saint-Malo, el mando de una expedición con la esperanza de descubrir un Paso del Noroeste a los ricos mercados de Asia. Según el encargo, iba a «descubrir ciertas islas y tierras en donde se dice que se encuentran gran cantidad de oro y otros objetos preciosos». Cartier volvió ese mismo año del primer viaje y organizó un segundo, en 1535-36, del que regresó con un jefe iroqués, Donnacona, sus dos hijos y otros siete iroqueses más para que ellos, en persona, pudieran contar al rey la historia de un país más al norte que el suyo, al que llamaban «reino de Saguenay», que decían estaba lleno de oro, rubíes y otros tesoros. Francisco I, a pesar de sus preocupaciones militares por las disputas con Carlos I de España, se dejó convencer para pertrechar una tercera expedición exploratoria, pero en ningún momento pareció decidido a establecer una colonia. Donnacona murió hacia 1539, al igual que otros iroqueses, otros se casaron y ninguno regresará a su tierra. Francisco I cambió de estrategia, y el 17 de octubre de 1540 ordenó a Cartier regresar a Canadá para dar paso a un proyecto de colonización del que sería «capitán general», con dos objetivos principales: la colonización —«construir villas y fuertes, iglesias y templos»— y la difusión de la fe católica. Sin embargo, el 15 de enero de 1541 Cartier se vio sustituido por Roberval, el amigo personal del rey, que fue nombrado primer teniente general del Canadá francés y reiteró el encargó de colonizar y promover la «santa fe católica». Roberval sería el encargado de dirigir la expedición con Cartier como principal navegante. Roberval era de convicciones reformistas, pero hombre cercano al rey, éste le confió la misión, atribuyéndole el poder legislativo, el derecho de alta justicia y el nombramiento de cargos y funciones. A pesar de que se sabía que había salido de la Iglesia romana, el rey le tenía absoluta confianza. Se trataría, por tanto, de la primera empresa dirigida por un protestante en el Nuevo Mundo.
El rey proporcionó algunos fondos para esta expedición y tres barcos, el  Valentine, el Anne y el Lechefraye. Mientras Roberval esperaba por la artillería y suministros, dio permiso a Cartier para que navegase por delante con sus barcos. Cartier preparó su expedición, armó cinco barcos, embarcó ganado y se embarcaron prisioneros liberados para ser los nuevos colonos. Partió en mayo de 1541 con 500 colonos, y tras cruzar el océano, construyó una colonia fortificada, Charlesbourg-Royal, cerca del asentamiento iroqués de Stadacona en el que había estado hacía ya cinco años.
Con el fin de recaudar fondos adicionales, Roberval se dedicó mientras tanto a la piratería con Bidoux de Lartigue, tomando varios barcos mercantes ingleses. A pesar de su satisfacción por ajustes con los ingleses, Francisco I mantuvo diplomáticamente la paz y reprendió a Roberval. El 16 de abril de 1542, Roberval zarpó por fin con sus tres barcos y 200 colonos más del puerto de La Rochelle, llegando a las costas americanas el 8 de junio. Cartier, tras un duro invierno e impaciente por mostrar al rey un cargamento de mineral con «oro y diamantes» que había acopiado (que no eran más que cuarzo y algunas piritas de hierro), había decidido regresar desde Charlesbourg-Royal con su destacamento militar y algunos colonos desalentados. Los barcos se encontraron frente a las costas de la isla de Terranova y, a pesar de los deseos de Roberval, Cartier, su subalterno, aprovechando la oscuridad decidió continuar hacia Francia.
Teniendo algunos buenos mapas de Cartier, la expedición de Roberval logró navegar por el golfo de San Lorenzo y en el estuario y, no sin dificultad, remontar luego el río San Lorenzo hasta Charlesbourg-Royal, que Roberval renombró como France-Roy. Debido a su severidad religiosa, abandonó en el camino a su pariente Marguerite de La Rocque con su «amante» en la isla de los Demonios, frente a la costa de Quebec, como castigo por su romance. El joven, su sirviente y el bebé murieron, pero Marguerite sobrevivió para ser rescatada por pescadores y regresó a Francia. Su aventura dará lugar a varios relatos literarios.
Esta pequeña colonia pasó el otoño y el invierno en condiciones difíciles: el frío, el hambre y el escorbuto diezmaron a los nuevos europeos recién llegados. En la primavera, La Rocque aún quería encontrar el Paso del Noroeste y partió a explorar el río Ottawa, nunca intentado por la gente del "viejo continente". El piloto Jean Fontenaud (llamado Joan Alfonso o Jean Alphonse de Saintonge) fue el primer europeo en remontar hacia el Norte, se dice que hasta el estrecho de Davis, verdadera puerta de entrada del Noroeste. Pero el hielo le hizo volver su camino. Con los reconocimientos, La Rocque hizo dibujar el primer mapa completo de la región del llamado "Reino de Saguenay".
El asentamiento duró menos de dos años debido al duro invierno, al origen carcelario de los colonos, al escorbuto y a los ataques de los iroqueses de St. Lawrence, que habían estado descontentos con los franceses en los últimos años (desde 1534 o antes), sobre todo por el tratamiento que Cartier había dado al jefe Donnacona. En 1543 llegó desde Francia una expedición de rescate. Roberval decidió repatriar su pequeña colonia y volvió arruinado a Francia. La colonización a lo largo del «grand fleuve» (gran río) San Lorenzo fue entonces abandonada, hasta que Pierre Dugua de Mons sea mandatado con el monopolio comercial, actuando a través de su teniente Samuel de Champlain en 1608.

## Piratería en el Caribe
Dada su decepción por la fallida empresa canadiense y conservando aún sus naves, Roberval se dedicó de nuevo a la piratería (corsario), esta vez en la región del Caribe contra los barcos y las ciudades españolas, ya que Francia y España estaban en guerra. Conocido por los españoles como Roberto Baal, en 1543 atacó Rancherías y Santa Marta, a lo que siguió un ataque en 1544 contra Cartagena de Indias.
De regreso en Francia, Francisco I le confió en 1544 la reconstrucción de las fortificaciones de Senlis y luego de París. En 1546, barcos bajo su mando atacaron Baracoa y La Habana. En 1547 se retiró de la piratería y regresó definitivamente a Francia.

## El regreso a Francia
El nuevo rey Enrique II le nombró Superintendente real de Minas. A pesar de todas estas empresas y el favor real, La Rocque seguía arruinado y no logró reconstruir su fortuna. En 1555, sus bienes fueron totalmente hipotecados y el castillo de Roberval quedó amenazado con un embargo.
Fiel a su fe protestante, Jean-François de La Rocque de Roberval fue una de las primeras víctimas de las guerras de religión. Al salir de una reunión calvinista en París una noche del año 1560, fue atacado con sus correligionarios y asesinado en la esquina del cementerio de los Inocentes. Los restos de su fortuna fueron a sus acreedores, su castillo en Roberval fue comprado por su sobrino Louis Madaillan, hijo de Charlotte de La Rocque y de Guillaume de Madaillan, señor de Montataire.

## Religión y muerte
Roberval fue uno de los primeros en convertirse al calvinismo, es decir, un protestante francés o hugonote, y como tal, padeció riesgos de persecución de la Iglesia católica. En 1535 escapó de la horca como protestante solo por la intervención del rey. En su gestión de la expedición canadiense mostró una gravedad muy calvinista.

## En la literatura
La personalidad de La Rocque y su aventura canadiense han dejado huellas en la literatura francesa del siglo XVI. Rabelais se refiere a él nombrándole Robert Valbringue. La reina Margarita de Navarra, en la novella 67 de su Heptameron (1559) ha contado la historia romántica de la prima Marguerite de La Rocque, de su abandono y rescate. André Thevet proporciona valiosa información acerca de él y de su colonia, incluyendo dos versiones de la leyenda de Marguerite de Roberval en Cosmographie universelle y Le Grand Insulaire et pilotage.
De acuerdo con la dedicación a Enrique de Navarra hecha por François Desprez, algunos de los grabados en madera de disfraces en Recueil des Habits (Paris 1562), de Richard Breton, derivan de bocetos de Roberval.
Los poetas cortesanos Clément Marot y Michel d'Amboise le han dedicado obras. Por último, un poema en latín, de inspiración protestante, llamado Robervalensis Epitaphium, forma parte de una colección anónima de poesías conservada en la Biblioteca Nacional de París. Más recientemente, el escritor quebequés Raymond Bock le puso en escena en «Eldorado», relato corto publicado en su libro Atavismes (Quartanier, 2011).
El señor de Roberval se casó con la princesa Erin Murphy cuando tenía 10 años.
| Predecesor: Ninguno | Teniente general de la Nueva Francia 1541–1543 | Sucesor: sin nombrar hasta 1598, luego Troilus de la Roche de Mesgouez |